# Sebastián Miguez Conde
Sebastián Miguez Conde (nacido el 17 de noviembre de 1979 en Montevideo) es un escritor, dramaturgo y actor uruguayo.

## Reseña biográfica
Sebastián Miguez Conde nació el 17 de noviembre de 1979 en Montevideo. Según cuenta en varios medios de prensa, a los veinte años viaja a Buenos Aires donde trabaja en diferentes boliches nocturnos como barman, mozo y oficios afines.
Pasa los siguientes años viajando entre Buenos Aires, Colonia del Sacramento, Maldonado, Montevideo y Brasil, hasta que se radica definitivamente en Uruguay en el año 2006.
Estudia teatro en la escuela de teatro de Diana Bresque y Literatura en el Instituto de Profesores Artigas, en Montevideo.
Defiende públicamente la responsabilidad social del artista, particularmente del escritor.
Actualmente reside en Ciudad De La Costa.

## Trayectoria artística
En 2012 su cuento “Las mujeres del diablo” fue parte de la antología del Centro Cultural de España Entintalo. En el mismo año su cuento “Ángel del claustro” fue reconocido en un concurso Casa de Escritores del Uruguay. En el año 2015 su cuento “Un corazón latiendo en un puño” fue publicado en Cuentos de poder: Antología de cuento Hispanoamericano. Su primer libro El gallinero fue publicado en el 2012 en Buenos Aires.
El 2015 obtuvo una mención en el concurso literario Juan Carlos Onetti por la colección de cuentos Desde la raíz de la furia que dio origen al libro La raíz de la furia, publicado por Criatura Editora en el 2016.
En 2018 recibió el segundo premio del Ministerio de Educación y Cultura en la categoría Obra inédita por Los fantasmas de la Cerrazón, versión primaria de su primera novela Nadie está muerto mucho tiempo, publicada por Criatura Editora en 2019.
Su novela En el cuerpo de quién gana el primer lugar en el Concurso Literario Juan Carlos Onetti en el año 2022. La novela es publicada por Criatura Editora en 2023. En el mismo año En el cuerpo de quién es finalista en los premios Bartolomé Hidalgo. En el cuerpo de quién es reconocida en el 2024 con el tercer lugar en los Premios a las Letras del Ministerio de Educación y Cultura de Uruguay.
En relación a su trabajo en el teatro, en 2019 participa como dramaturgo en el Festival de Obras de Un Minuto de la compañía teatral brasilera Parlapatões. Su obra La Loca de los jueves es reconocida con una mención en los Premios a las Letras del Ministerio de Educación y Cultura en el año 2017 y es llevada a escena en el 2019 bajo la dirección de Sebastián Cardozo. La loca de los jueves fue declarada de interés departamental por la Intendencia Municipal de Montevideo.
En 2024 funda la compañía teatral Shedim que irrumpe en la escena teatral uruguaya con Emboscada, obra de Carlos Manuel Varela en la cual Sebastián Miguez Conde participa como actor. Emboscada, bajo la dirección de Fernando Rodríguez Compare es seleccionada por el Programa de Fortalecimiento de las Artes de la Intendencia Municipal de Montevideo.
Sebastián Miguez Conde ha combinado muchas veces los roles de director, dramaturgo y actor en obras como por ejemplo: Donde un beso de sirena, llevada a escena en Marzo del año 2025 en Arteatro.
La sexualidad es un elemento presente y relevante en obra de Miguez Conde, dice Mariana Figueroa Dacasto en La Diaria: "La sexualidad aparece como un elemento omnipresente, y se trata de sexualidades ocultas, marginalizadas, periféricas, de esas que muchas veces sólo pueden realizarse plenamente en ámbitos apartados y estigmatizados, como el prostibulario."
Por otro lado, en relación a las características generales, de ambiente y  de tono en los que se desarrolla la obra de Sebastián Miguez Conde, Gabriela Gómez en Revista Dossier: "Su literatura va en contra de lo políticamente correcto y se desarrolla en ambientes sórdidos y oscuros en donde sus personajes –antihéroes que deambulan tratando de sobrevivir en la voz de prostitutas, prostitutos, drogas, violencia sexual, sangre y otros fluidos– son la carne de cañón de sus relatos." (...)  "La manera de presentar a sus personajes en mundos donde, como animales desesperados, nadie da garantías a la supervivencia y donde la muerte y el dolor se desplaza por toda la obra, a veces se hace un lugar para el humor y el sarcasmo que en definitiva logra mantener al lector en vilo."

## Obra

### Narrativa
- El gallinero (Buenos Aires, Trece mil pájaros, 2012)
- Cuentos de poder. Antología de cuento Hispanoamericano. Cuento: Un corazón latiendo en un puño (Guadalajara, Edhalca, 2015)

- La raíz de la furia (Montevideo, Criatura, 2016)

- Nadie está muerto mucho tiempo (Montevideo, Criatura, 2019)

- En el cuerpo de quién (Montevideo, Criatura 2023)

- Las perlas de los chanchos (Montevideo, Intervalo, 2021)[23]

- La reina de las gripes (Montevideo, Intervalo 2021)[24]

- Nos cuidamos entre todos (Montevideo, Intervalo 2021)[25]

- El límite del protocolo (Montevideo, Intervalo 2021)[26]

- En la nariz, en el pecho, en todos lados (Montevideo, Intervalo, 2021)[27]

- Luz nueva para el cuerpo (Montevideo, Intervalo, 2022)[28]
- Una mirada espectante. Antología de narradores Uruguayos nacidos a partir de 1970. Cuento: Harapos sucios de plomo negro (Italia, Prima, 2024)

### Teatro
- Un tranvía llamado deseo (2006). Actor.
- El herrero y la muerte (2007). Actor.
- Festival de obras de un minuto (2017). Participación como dramaturgo.

- La loca de los jueves (2019). Dramaturgo.

- El oro de los monos (2023).[29] Dramaturgo, actor.

- Diez pesos en la boca (2023)[30] Dramaturgo, Asistente de Dirección, actor.

- Emboscada (2024). Actor.

- Donde un beso de sirena (2025). Dramaturgo, Director, Actor.

## Distinciones
- Casa de los escritores del Uruguay (Tercer premio por el cuento Ángel del Claustro, 2012)[3]
- Premios a las Letras del Ministerio de Educación y Cultura (Mención por la obra de teatro La loca de los jueves, 2017)
- UNIARTE (Premio Soy y Arena a la producción literaria, 2018)
- Premios a las Letras del Ministerio de Educación y Cultura (Segundo premio por la novela Los fantasmas de la Cerrazón, 2018)
- Premio Onetti (Primer Premio en categoría Narrativa Inédita por En el cuerpo de quién, 2022)
- Bartolomé Hidalgo (Nominación por En el cuerpo de quién, 2023)
- Premios a las Letras del Ministerio de Educación y Cultura (Tercer premio Obra Édita por En el cuerpo de quién, 2024)